# Galearis rotundifolia
Galearis rotundifolia – gatunek roślin z rodziny storczykowatych (Orchidaceae), dawniej wyodrębniany w monotypowy rodzaj jako Amerorchis rotundifolia. Są to storczyki typowo naziemne. Rosną nad strumieniami oraz na terenach podmokłych. W stanie Wisconsin w Stanach Zjednoczonych rośnie na wapiennych torfowiskach, gdzie dominują drzewa iglaste. Rośliny występują dość powszechnie w północnej Kanadzie w tajdze, gdzie dominują głównie świerki. Rozwijają się dzięki mikoryzie z grzybami gatunku Epulorhiza calendulina. Kwitnienie trwa od czerwca do lipca. Zagrożeniem dla gatunku jest utrata siedlisk z powodu działalności człowieka, w tym urbanizacji.
Roślina ma rozgałęziające się kłącze i okrągłe, mięsiste liście. Kwiatostany mogą zawierać do 15 kwiatów. 